# 博让西站
博让西站，是法国的一个铁路车站，位于法国中部城市博让西。

## 位置
博让西站位于博让西市区的西部，Ligne Paris - Bordeaux的148.235公里处，距离Gare d'Orléans大约28公里。车站大致呈东北-西南走向，开口朝东南，面向博让西市区。

## 历史
博让西站为奥尔良—图尔沿线的重要一站。1995年，博让西站的站房曾因人为纵火而被严重损毁。2005年，博让西站在暴乱中再度瘫痪。自2014年起，Interloire也开始停靠博让西站。
原有的经停博让西站的Aqualys列车自2011年12月起被Intercités取代，并不再停靠博让西站。博让西站至此再无图定直达巴黎的列车。前往巴黎的乘客需要在Gare d'Orléans联程中转。

## 设施
博让西站设有人工售票窗口，其开放时间如下：
- 周一至周五：5:45~12:45和13:10~20:10
- 周六：9:05~13:20和13:40~16:05
- 周日及节假日：7:45~13:25和13:40~20:15

此外，博让西站站内还设有自动售票机等设施。

## 停靠线路
以下列车线路在博让西站停靠：
| 博让西站列车线路表     |            |                 |                |              |
| 线路                   | 车种       | 上一站          | 下一站         | 大致运行频率 |
| Orléans—Nantes         | INTERLOIRE | Orléans         | Blois-Chambord | 每天2趟左右  |
| Orléans—Saint-Nazaire  | INTERLOIRE | Orléans         | Blois-Chambord | 每天1趟      |
| Orléans—Le Croisic     | INTERLOIRE | Orléans         | Blois-Chambord | 每天2趟      |
| Orléans—Tours          | TER        | Meung-sur-Loire | Mer            | 每天13趟左右 |
| Orléans—Blois-Chambord | TER        | Baule           | Mer            | 每天5趟左右  |
| 1. 2. 3. 4.            |            |                 |                |              |

## 配套交通

### 长途客车
| 停靠博让西站的大巴车            |              | |
| 上下车地点                      | 运营单位     | 主要线路及目的地 |
| 博让西站东侧200米 Rue Nationale | Route41      | - 16线：塔韦尔、阿瓦赖、梅尔、叙埃夫尔、卢瓦尔河畔库尔、卢瓦尔河畔圣但尼、布卢瓦                                               |
| 博让西站东侧200米 Rue Nationale | Ulys         | - 9线：博勒、卢瓦尔河畔默恩、圣艾、尚日、圣让德拉吕埃勒、奥尔良 - 19线：拉伊昂瓦勒、茹伊勒波捷、阿尔东、奥尔良拉苏尔斯、奥尔良 |
| 博让西站门口                    | SNCF Car TER | （当某条铁路线施工或罢工时，SNCF可能会提供途径该线路沿途站点的大巴车）                                                         |
| 1. 2. 3. 4. 5.                  |              | |

### 市内交通
博让西站附近暂无城市公共交通线路。

### 社会车辆
博让西站门口设有社会车辆停车场。

## 临近车站
| 博让西站（Gare de Beaugency）  |                        |          |
| 上行车站                       | 线路                   | 下行车站 |
| 博勒站                         | Ligne Paris - Bordeaux | 梅尔站   |
| - 本表仅显示运营中的线路及车站 |                        |          |